# Valeriu Andrunache
Valeriu Andrunache (n. 27 august 1976, Cudalbi, România) este un canotor român. El a concurat la Jocurile Olimpice de vară din 2000.